# Hexatoma thaiicola
Hexatoma thaiicola är en tvåvingeart som beskrevs av Alexander 1957. Hexatoma thaiicola ingår i släktet Hexatoma och familjen småharkrankar.
Artens utbredningsområde är Thailand. Inga underarter finns listade i Catalogue of Life.